# Fidip
Fidip (en grec antic: Φείδιππος 'Feidippos'), d'acord amb la mitologia grega, va ser un heroi grec, fill de Tèssal, rei de Cos i net d'Hèracles.
Figura en el «catàleg de les naus», a la Ilíada, encapçalant, amb el seu germà Àntif, un contingent de trenta naus armats per Nísiros, Cos, Càrpatos i Casos contra Troia. També se sap que era un dels pretendents d'Helena. Quan hi va haver la primera expedició (la de Mísia), va anar d'ambaixador davant Tèlef, amb el que tenia parentiu, ja que Tèlef era un fill d'Hèracles. Va ser un dels que van entrar a la ciutat de Troia dins del cavall de fusta. Quan va caure la ciutat es va instal·lar amb els soldats oriünds de Cos que estaven sota les seves ordres, a l'illa d'Andros, i el seu germà Àntif es va instal·lar a la terra dels pelasgs, territori al que va donar el nom de Tessàlia.